# Buesaco
Buesaco es un municipio colombiano ubicado en el departamento de Nariño. Debe su nombre a los buisacos, etnia que formaba parte de los quillacingas, quienes habitaron el territorio a la llegada de los conquistadores españoles. Se encuentra a 40 km al norte de la ciudad de Pasto, capital departamental.

## Geografía
Situado al nordeste de San Juan de Pasto, capital del departamento de Nariño.
- Limita por el norte con San Lorenzo, Arboleda, Albán y El Tablón.
- Por el oriente con El Tablón y el departamento de Putumayo, con San Francisco.
- Por el sur con Pasto, el departamento de Putumayo, serranía del Bordoncillo. Con los municipios de Colón, Sibundoy.
- Finalmente por el occidente con Chachagüí y Pasto.
La mayoría de su territorio es montañoso con algunas zonas planas. Los principales accidentes orográficos son los cerros Bordoncillo y Morasurco; este sector corresponde a pisos térmicos templados, fríos y páramo. Lo riegan los ríos Buesaquillo, Juanambú, Liagar, Pajajoy.

## División Político-Administrativa
Además de su Cabecera municipal. Buesaco tiene bajo su jurisdicción los siguientes Centros poblados:
- Altaclara
- Juanambú
- Palasinoy
- Rosal del Monte
- San Antonio
- San Ignacio
- San Miguel
- Santafé
- Santamaría
- Veracruz
- Villamoreno

## Historia

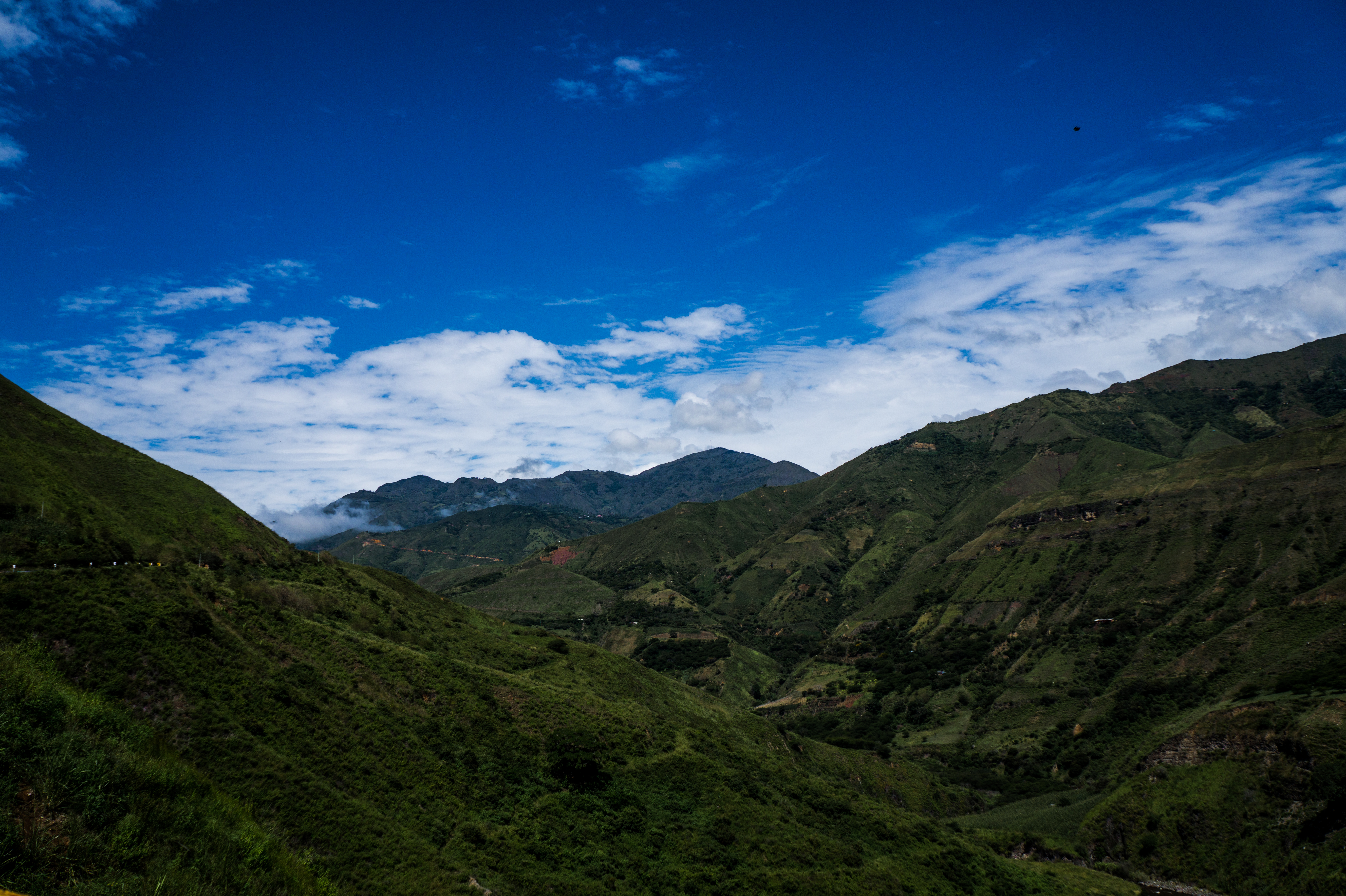
Cañón del Juanambú, donde ocurrió la batalla del mismo nombre.

Sobre la fecha de fundación de Buesaco no hay unanimidad o certeza y los historiadores mencionan tres fechas diferentes de su fundación: 1618, 1677 y 1761; pero si coinciden con el nombre de los fundadores, Martín García Casanzola y Bartolomé García.
En el cañón del río Juanambú al norte del municipio, entre el 19 y el 29 de abril de 1814, se libró la difícil batalla de Juanambú en la cual el General Antonio Nariño venció al general realista Melchor Aymerich durante su Campaña del Sur (1813-1814) por la independencia, triunfo decisisvo para el éxito de la campaña que no obstante fracasaría en su objetivo principal al no poder tomar Pasto el 10 de mayo.
Buesaco fue el principal sitio de paso en la vía que comunicaba a la capital departamental con el norte del país hasta la década de 1970.

## Símbolos

### Bandera
Las dos franjas horizontales, una verde en la parte superior y otra blanca en la parte inferior, representan, el color verde por una parte la vocación agrícola, la fertilidad y la riqueza ecológica de las tierras buesaqueñas, los diversos pisos térmicos con las que ha sido bendecida la región en el color verde; y, el color blanco significa la nobleza de sus habitantes y la vocación de paz que caracteriza a sus gentes y al territorio.
Al centro de la bandera un sol en naranja de doce rayos dibujados en forma tal que parezcan llamas de fuego representa por una parte el origen indígena del nombre del municipio “pájaro que canta al filo del alba” dado por el historiador Rafael Sañudo y que se identifica más que con un ave específica con el mismo astro rey que, de una parte, indica el privilegio de contar con uno de los mejores climas de Colombia por lo cual fue conocido como el “Doctor Buesaco”, y, por otra, la justicia y el desarrollo para todas y todos sus habitantes como principios y metas que deben regir a todos nuestros gobernantes locales; sus doce rayos flameantes simbolizan la comunidad en pleno con sus corregimientos y veredas que avanzan en unión y cooperación hacia la construcción de una sociedad más justa y con mayores niveles de bienestar para todos y todas.
Como saludo a la bandera se propone el siguiente verso que será proclamado por sus habitantes en las fechas especiales del Municipio:

¡Qué bella en lo alto estás
Bandera buesaqueña!
Que a todos nos enseña
A nuestro pueblo querer más.

### Escudo
El blasón tiene forma francesa antigua, en proporción de 6 por 8, dividido en cuatro cuarteles.
El jefe superior, sobre campo de gules (rojo), está coronado por un sol en aurora (naranja) de doce puntas flameantes que reposa su centro en la parte superior del jefe, el gules representa la fortaleza y esfuerzo del pueblo buesaqueño, la victoria de nuestros libertadores en las diferentes batallas de independencia sucedidas en nuestro territorio, el sol coronando el blasón representa por una parte el origen indígena del nombre del municipio “pájaro que canta al filo del alba” dado por el historiador Rafael Sañudo y que se identifica más que con un ave específica con el mismo astro rey que, de una parte, indica el privilegio de contar con uno de los mejores climas de Colombia por lo cual fue conocido como el “Doctor Buesaco”, y, por otra, la justicia y el desarrollo para todas y todos sus habitantes como principios y metas que deben regir a todos nuestros gobernantes locales; sus doce rayos flameantes simbolizan la comunidad en pleno con sus corregimientos y veredas que avanzan en unión y cooperación hacia la construcción de una sociedad más justa y con mayores niveles de bienestar para todos y todas.
La faja del medio, con dos campos:
El de la diestra en azur (azul) que simboliza el celo de sus habitantes por el trabajo, por la tierra y sus tradiciones y la solidaridad como principio básico de convivencia; sobre el campo tres figuras, la primera en jefe son doce estrellas en plata ubicadas en forma semicircular que representan la corona de la Virgen María y la devoción que le rinden los habitantes en las diversas advocaciones y capillas fruto esto de la evangelización cristiano-católica; la segunda figura al centro en gules es una máscara que representa la cultura y tradición del municipio, en especial la fiesta de Rojos que se celebra el 7 de enero, mezcla de la cultura dejada por nuestros antepasados aborígenes y las tradiciones españolas; la tercera figura en punta en cenizo es una piedra con tres petroglifos, al centro un espiral que se le reconoce como el churo cósmico en sable significado de la cosmogonía de los pueblos que habitaron la región antes de la conquista española, origen de nuestra raza, principio y fin de todo lo que existe y lo que somos, la vida y la muerte, el pasado, el presente y el futuro, lo que hemos sido para ser lo que somos y para construir lo que queremos ser; las figuras al siniestro y diestro representan el mono danzarín en sable, ubicado en el petroglifo el Cacique, simboliza que pertenecemos a una etnia de grandes familias y de mucho trabajo en la Minga y el trabajo asociado. El conjunto de las tres figuras representan la herencia de nuestra población que es fruto de la simbiosis entre lo aborigen y lo español.
El campo al siniestro en oro representa la nobleza y la riqueza de sus gentes y sus tierras; sobre el campo una mazorca de maíz, abrazada por una rama de café y enredada ésta en una rama de frijol y arveja representan los cultivos de mayor producción, la riqueza y vocación agrícola de la región junto con la gracia de contar con diferentes pisos térmicos en donde se producen variados y excelentes productos agrícolas.
La faja inferior en plata, significa la paz que vive y aspira mantener siempre el municipio, la firmeza de sus gentes y la vigilancia que mantuvieron en el proceso de independencia, sobre él va el puente del Socorro en aurora, símbolo de la campaña libertadora y de la riqueza histórica que posee el municipio; encima de él dos colinas que representan el Morasurco y el Bordoncillo que indican los límites y lo extenso del municipio; naciendo entre los dos cerros y por debajo del puente un río en azur símbolo de sus ríos Ijagüí, Pajajoy, Buesaquito y el majestuoso Juanambú que bañan a todo el municipio; el conjunto representa a su vez que Buesaco fue y debe ser puente de unión y progreso entre la capital del departamento, el norte de Nariño y el centro del país
El escudo reposa sobre cuatro banderas divergentes de la base, ellas representan la bandera del municipio de Buesaco y sus lanzas nos recuerdan las batallas históricas que se han librado en la región tales como la Batalla de Juanambú en 1814, la Batalla en el Plan de los Muertos en 1823, las Batallas de 1832 y 1841 durante la conformación de la naciente república.
Sobre el escudo se ubica una cinta ondeante de color oro separada del escudo y unida a las astas superiores, en la cual aparecen, en letras en sable (negras), las palabras: “Libertad Paz Desarrollo” el cual será el lema del municipio y que recoge lo que simboliza en conjunto el escudo municipal: el pasado, el presente y el futuro de la región y sus habitantes, marcada por la herencia aborigen e hispánica, cruzada por los hechos de la independencia, caracterizada por ser una región de paz y con una vocación inquebrantable por el desarrollo, incluyente y sostenible, sobre las bases del trabajo y la justicia, con un sol que sale para todos y alumbra a todos por igual.

### Himno
Himno del Municipio de Buesaco

Letra:   Julio Benjamín Cabrera Moncayo 1954-1999

Música:  Desconocido

I
¡Oh pedazo de tierra encantada
que el creador con sus manos formó.
¡oh Buesaco de gentes honradas
es tu clima del mundo el mejor!
II
¡Salve oh pueblo de gestas heroicas.
tus caminos Bolívar cruzó,
y su mente de sueños gloriosos
en tus calles quizás se inspiró.
III
Al igual que a Colombia dos mares
la circundan y bañan feliz
Ijagui, Pajajoy, sus afluentes
a tus plantas inclinan cerviz.
IV
Ondulantes montañas y cerros:
Morasurco callado volcán
Bordoncillo, que apuntas al cielo
en ti nacen los ríos de la paz.
V
De tu nombre, versiones existen:
como”Lomo de buey”, se creó;
sin embargo eres “canto de aves
que en el filo del alba”, brotó.
VI
Agustín Agualongo en combate
de Buisacos recibe el furor,
bravo pueblo que ofrendas con sangre,
en el “plan de los muertos”, su honor.
VII
Juanambú de imponentes abismos,
do Nariño combate Aymerich,
son sus aguas un hilo de plata
libertarias de historia feliz.
VIII
Maravilla es tu flora y tu fauna,
variedad de las aves, color.
tienes minas de oro y cemento
cual futuro de patria mejor.
IX
Petroglifos: gravados profundos,
Quillacinga su herencia dejó,
son los mudos testigos del tiempo,
la cultura de ayer y de hoy.
X
Variedad de paisajes y climas
van formando un precioso tapiz,
donde el hombre deleita su alma
bajo el límpido cielo de abril.
XI
Por la senda de viejos caminos
los humildes labriegos al sol.
van buscando con mucho trabajo
de la tierra su fruto de amor
XII
Quiso Dios que al llegar a Buesaco
una madre nos salga a esperar,
desde entonces la virgen bendita
en el río Pajajoy morará.
XIII
¡Oh Buesaco de hermosas mujeres
de María Inmaculada y Jesús,
de los rojos del siete de enero
eres fuente de vida y de luz.

## Economía
Buesaco, es eminentemente agrícola, su principal producto es el café, además fríjol, arveja, trigo, cebada y otros cultivos en menor escala.
En segundo lugar debido a su excelente clima, su variada gastronomía y los diferentes atractivos turísticos convierten al turismo en la segunda generación de ingresos
En los últimos años ha sido notable el incremento de trabajos textiles en la zona.